# Heinrich Sartorius
Heinrich Sartorius (* 2. August 1912 in Heidelberg; † 1989) war ein deutscher Diplomat.

## Leben
Heinrich Sartorius studierte Volkswirtschaft, Rechtswissenschaft, Soziologie und Zeitungswissenschaft. Am 2. August 1934 legte er die Diplomprüfung für Volkswirte ab. Sartorius wurde im Statistischen Bundesamt und beim Bundesministerium für Wirtschaft beschäftigt.
1954 trat er als Gesandtschaftsrat in Tunis in den auswärtigen Dienst. 1960 wurde er Geschäftsträger in Brazzaville.
Die Zentralafrikanische Republik entstand am 13. August 1960. 1960 nahmen die Regierung von David Dacko und die deutsche Bundesregierung von Konrad Adenauer diplomatische Beziehungen auf. Mit Dienstsitz in Bangui war Heinrich Sartorius auch bei den Regierungen in Libreville, Gabun und Fort Lamy, Tschad akkreditiert.
In Nikosia gehörte zu seinen Botschaftspersonal der Botschaftsrat Paul Kurbjuhn (* 1913).